# Duva bicolor
Duva bicolor är en korallart som först beskrevs av Huzio Utinomi 1951.  Duva bicolor ingår i släktet Duva och familjen Nephtheidae. Inga underarter finns listade i Catalogue of Life.